# Чемпионат Европы по настольному теннису 1974
9-й Чемпионат Европы по настольному теннису проходил в апреле 1974 года в Нови-Саде (Югославия).

## Медалисты

### Мужчины
| Разряд               | Золото                                                                                                  | Серебро                                                              | Бронза                                                                              |
| -------------------- | --- | -------------------------------------------------------------------- | ----------------------------------------------------------------------------------- |
| Одиночный разряд     | Милан Орловский                                                                                         | Габор Гергей                                                         | Чель Йоханссон                                                                      |
| Одиночный разряд     | Милан Орловский                                                                                         | Габор Гергей                                                         | Драгутин Шурбек                                                                     |
| Парный разряд        | Иштван Йоньер Тибор Клампар                                                                             | Чель Йоханссон Стеллан Бенгтссон                                     | Саркис Сархаян Станислав Гомозков                                                   |
| Парный разряд        | Иштван Йоньер Тибор Клампар                                                                             | Чель Йоханссон Стеллан Бенгтссон                                     | Драгутин Шурбек Антун Стипанчич                                                     |
| Командное первенство | Швеция · Стеллан Бенгтссон · Чель Йоханссон · Андерс Йоханссон · Ингемар Викстрём · Карл-Йёрген Перссон | Венгрия · Габор Гергей · Иштван Йоньер · Тибор Клампар · Янош Боржеи | Югославия · Драгутин Шурбек · Антун Стипанчич · Миливой Каракашевич · Златко Цордас |

### Женщины
| Разряд               | Золото                                                                     | Серебро                                                      | Бронза                                       |
| -------------------- | -------------------------------------------------------------------------- | ------------------------------------------------------------ | -------------------------------------------- |
| Одиночный разряд     | Юдит Магош                                                                 | Анн-Кристин Хеллман                                          | Зоя Руднова                                  |
| Одиночный разряд     | Юдит Магош                                                                 | Анн-Кристин Хеллман                                          | Светлана Фёдорова                            |
| Парный разряд        | Юдит Магош Хенриетте Лоталлер                                              | Алица Грофова Мария Александру                               | Зоя Руднова Аста Гедрайтите                  |
| Парный разряд        | Юдит Магош Хенриетте Лоталлер                                              | Алица Грофова Мария Александру                               | Элеонора Влаиков Магдалена Лесай             |
| Командное первенство | СССР · Эльмира Антонян · Зоя Руднова · Светлана Фёдорова · Аста Гедрайтите | Венгрия · Юдит Магош · Беатрикс Кишхази · Хенриетте Лоталлер | Чехословакия · Алица Грофова · Гана Риедлова |

### Микст
| Разряд           | Золото                         | Серебро                       | Бронза                           |
| ---------------- | ------------------------------ | ----------------------------- | -------------------------------- |
| Смешанный разряд | Станислав Гомозков Зоя Руднова | Милан Орловский Алица Грофова | Жак Секретен Клод Бержере        |
| Смешанный разряд | Станислав Гомозков Зоя Руднова | Милан Орловский Алица Грофова | Антун Стипанчич Мария Александру |